# Gabrili
Gabrili – wieś w Chorwacji, w żupanii dubrownicko-neretwiańskiej, w gminie Konavle. W 2011 roku liczyła 210 mieszkańców.